# Flensburg Journal
Das Flensburg Journal ist ein deutschsprachiges Monatsmagazin aus und über die Stadt Flensburg, das in einer Auflage von rund 48.000 Exemplaren vom Sünderuper Verlagskontor Horst Dieter Adler herausgegeben wird.
Die im Winter 2000/2001 erstmals herausgegebene Zeitschrift erschien die ersten drei Jahre alle zwei Monate mit einem Umfang von etwa 48 Seiten, danach veröffentlichte das Blatt ab Mai 2004 in monatlichem Rhythmus. Die Beiträge des heute mehr als 100 Seiten starken Stadtmagazins handeln von Persönlichkeiten, Firmen, Institutionen, Vereinen und Verbänden aus der Region. Ein Terminkalender kündigt Veranstaltungen jeglicher Art an.
Wurde das durch Anzeigen werbefinanzierte Gratismagazin anfangs kostenlos an Haushalte nur in der Stadt Flensburg verteilt, so erstreckt sich das Liefergebiet heute auf die Nachbargemeinden Flensburgs (Harrislee, Handewitt einschließlich Jarplund-Weding, Wees und Glücksburg) bis nach Wanderup im Süden. Zum Abonnentenkreis zählen Butenflensburger aus dem gesamten Bundesgebiet.